# Poiesz Supermarkten
Poiesz Supermarkten B.V. is een familiebedrijf met 84 supermarkten en 69 slijterijen in het noorden van Nederland. Hoofdkantoor en distributiecentrum zijn gevestigd in Sneek, filialen zijn er in Friesland, Groningen, Drenthe, Overijssel en 2 filialen in de gemeente Noordoostpolder in Flevoland. Het bedrijf is aangesloten bij inkooporganisatie Superunie en is het enige zelfstandige regionale grootwinkelbedrijf in het noorden van Nederland.

## Geschiedenis
Op 19 april in 1923 openden Lodewijk Poiesz en zijn vrouw Wietske een groentezaak aan de Havenstraat in Sneek. Na 15 jaar werd dit pand te klein en daarom verhuisde de winkel naar een groter pand aan het Grootzand in Sneek. In 1946 gingen Gerard en Willem Poiesz – de zonen van Wietske en Lodewijk – groente en fruit venten met een bakfiets en een handkar in de volksbuurten van Sneek. In de jaren vijftig werd de zaak aan het Grootzand ‘Fruithal’ genoemd. In 1962 werd op het Grootzand een pand van 200 m² aangekocht en hier werd de eerste Sneeker 'supermarkt' geopend. Het assortiment werd breder en beperkte zich niet meer tot groente en fruit. In 1969 werd een tweede vestiging geopend in Franeker, de eerste buiten Sneek. Daarna breidde de familie Poiesz haar bedrijf steeds verder uit in de noordelijke provincies. In 1977 werd het derde filiaal geopend in Bolsward, en in de 10 jaren daarna volgden nog eens dertien nieuwe filialen. Het bedrijf werd steeds meer uitgebreid en kwamen er steeds meer nieuwe filialen, zowel binnen als buiten Friesland. 

### Overnames winkels van andere ketens
De groei van Poiesz betrof vaak de overname van winkels van andere ketens, zoals twee Kopak-winkels in Bakkeveen en Kootstertille in 2000 en vier Golff-supermarkten in Koudum, Balk, Akkrum en IJlst in 2003. In 2006 en 2007 werden Edah-winkels in Sint Annaparochie, Gorredijk, Kollum en Lemmer overgenomen. In 2008 werd weer een Golff-filiaal overgenomen; de winkel in Hoogkerk. In het zelfde jaar werd ook de C1000 aan de Sipmawei in Leeuwarden gekocht. In 2010 werd een Golff-filiaal in de wijk Pittelo in Assen overgenomen.
In 2010 was Poiesz een van de ketens die Super de Boer-winkels kon overnemen, de grootste overname tot dan toe. Zeven filialen in Staphorst, Groningen, Assen, Oosterwolde, Zuidhorn, Bovensmilde en Workum werden gekocht waarbij in de laatste plaats de winkel meteen dicht ging. In 2010 werd het Plus-filiaal in Mantgum gekocht en in 2011 een C1000-filiaal in Dronrijp en een in Nieuwe Pekela. In 2013 kocht Poiesz het Dirk-filiaal in Wolvega. In 2014 kwamen vijf Jumbo-winkels in handen van de keten; in Veendam, Musselkanaal, Stadskanaal, Norg en Heerenveen. In 2018 werd een Albert Heijn-filiaal in het Groningse dorp Grootegast toegevoegd aan de lijst van winkels. In 2022 is het Coop-filiaal op Vlieland overgenomen, dit is het eerste filiaal van Poiesz op een waddeneiland. Eind 2023 werd het 74ste filiaal geopend in Leeuwarden Camminghaburen.
In 2024 werden meerdere filialen toegevoegd, in begin van het jaar de Plus in Sexbierum, daarna De Coop in Beerta en de Plus in Rolde. Daarna volgden de overname van de Coop filialen in Zuidlaren en Onstwedde. Op 16 juli 2024 werd bekend dat Bad Nieuweschans de 80ste winkel zal worden van het concern met de overname van de Coop van Bert Stuut.
In 2009 werd in het Drentse dorp Beilen het vijftigste filiaal geopend. In 2022 bezat de keten 71 filialen en 69 (inpandige) slijterijen. In 2024 waren er 80 filialen verdeeld over 5 noordelijke provincies.
Op 5 februari 2025 neemt Poiesz de Plus in het Friese dorp Feanwâlden over.
Op 7 maart 2025 neemt Poiesz de Albert Heijn in het Groningse dorp Siddeburen over.
Op 4 februari wordt bekend dat de 83e Poiesz in Balkbrug (Hardenberg) komt, een Jumbo wordt daarmee groen.

Op 11 april heeft Poiesz in Donkerbroek de winkel van Coop overgenomen en dit is de 84e vestiging van Poiesz.

## Betrokkenheid
Als familiebedrijf in het noorden van Nederland sponsort Poiesz sociale projecten in de regio. Zo organiseert ze  een Jeugd Sponsor Actie, waarbij jeugdverenigingen uit Noord-Nederland geld kunnen inzamelen. Op deze wijze is sinds 2006 meer dan 4,5 miljoen euro beschikbaar gekomen voor de jeugd van Noord-Nederland.

## Assortiment
Elke Poiesz supermarkt heeft een bakkerij, slagerij en groenteafdeling. In het merendeel van de filialen bevindt zich daarnaast een slijterij. Naast de gebruikelijke A-merken is het huismerk G'woon in de supermarkten te vinden. Verder heeft de onderneming verschillende eigen merken geïntroduceerd, waaronder Noorderkracht bier, Noorderster wijn en Lodewijker vloerbrood, genoemd naar oprichter Lodewijk Poiesz. Verder heeft het een  Noordertrots assortiment; daaronder valt zuivel maar ook lokaal geteelde AGF producten en tulpen.

## Nieuwe formule
In 2014 is een begin gemaakt met de ombouw naar nieuwe winkelformule, genaamd 'Puur Poiesz 2.0'. Onderdeel er van zijn digitale vernieuwingen zoals zelfscansystemen en Wi-Fi.